# Võ Hùng Việt
Võ Hùng Việt là một chính khách người Việt Nam. Ông từng là Phó Chủ tịch UBND tỉnh, Chủ tịch HĐND tỉnh Tây Ninh.

## Sự nghiệp
Ngày 20 tháng 6 năm 2011, tại Kỳ họp thứ nhất HĐND tỉnh khóa VIII nhiệm kỳ 2011-2016, ông Võ Hùng Việt, Phó Chủ tịch thường trực UBND tỉnh, đã được bầu làm Chủ tịch HĐND tỉnh.
Chiều ngày 6 tháng 11 năm 2015, kỳ họp thứ 16 (bất thường) HĐND tỉnh Tây Ninh khóa VIII nhiệm kỳ 2011-2016 đã miễn nhiệm chức vụ Chủ tịch HĐND tỉnh đối với ông Võ Hùng Việt để nghỉ hưu theo quy định.